# Madsjön, Västmanland
Madsjön är en sjö i Lindesbergs kommun i Västmanland och ingår i Norrströms huvudavrinningsområde.